# قائمة الإجراءات الجراحية
يمكن تقسيم أسماء العديد من أسماء العمليات الجراحية إلى أجزاء للإشارة إلى معناها. على سبيل المثال، في استئصال معدي نستخدم مقطع "ectomy" في نهاية الكلمة وتعني إزالة جزء من الجسم. "Gastro-" تعني المعدة. وهكذا ، يشير استئصال المعدة إلى الاستئصال الجراحي للمعدة (أو جزء من المعدة). أما مقطع "Otomy" يعني قطع جزء من الجسم. عملية القطع في المعدة تؤدي إلى قطع جزء من المعدة وليس إزالتها بالضرورة.
توجد العديد من المقاطع التي تنتهي بها اسم العملية باللغة الإنجليزية وهذا ما يوضحه الجدول في الأسفل.
انظر أيضا: تصنيف:إجراءات وتقنيات جراحية

## قائمة مصطلحات الجراحة الشائعة

### البادئات
- angio- : مرتبطة بـ وعاء دموي
- arthr- : مرتبطة بـ مفصل (أحياء)
- colono- : مرتبطة بـ أمعاء غليظة
- colpo- : مرتبطة بـ مهبل
- cysto- : مرتبطة بـ مثانة
- encephal- : مرتبطة بـ دماغ
- gastr- : مرتبطة بـ معدة
- hepat- : مرتبطة بـ كبد
- hyster- : مرتبطة بـ رحم
- lamino- : مرتبطة بـ فقرة (تشريح)
- lapar- : مرتبطة بـ بطن
- lobo- : مرتبطة دماغ H, رئة
- mammo وmasto-: مرتبطة بـ ثدي
- myo- : مرتبطة بـ عضلة
- nephro- : مرتبطة بـ كلية
- oophor- : مرتبطة بـ مبيض
- orchid- : مرتبطة بـ خصية
- rhino- : مرتبطة بـ أنف
- thoraco- : مرتبطة بـ صدر
- vas- : مرتبطة بـ أسهر

| الفئة                 | مقطع Plasty              | مقطع Ectomy | مقطع Stomy                                                           | مقطع Otomy | أخرى                                                                                          |
| --------------------- | ------------------------ | --- | -------------------------------------------------------------------- | --- | --------------------------------------------------------------------------------------------- |
| جهاز عصبي مركزي       |                          | · استئصال نصف الكرة المخية ·                                                                                         |                                                                      | حج القحف - جراحة فصية ·                                                                                                 | جراحة الأعصاب · جراحة نفسية · خزعة الدماغ                                                     |
| جهاز عصبي محيطي       |                          | استئصال العقدة · قطع الودي/قطع الودي الصدري بالتنظير ·                                                               |                                                                      | · قطع المبهم |                                                                                               |
| جهاز الغدد الصماء     |                          | استئصال الدرقية |                                                                      | |                                                                                               |
| عين (تشريح)           | · رأب التربيق            | استئصال الزجاجية |                                                                      | | زرع القرنية                                                                                   |
| أذن                   |                          | · استئصال النتوء الحلمي · استئصال الصيوان                                                                            |                                                                      | |                                                                                               |
| جهاز تنفسي            | عملية تجميل الأنف ·      | · استئصال الحنجرة ·                                                                                                  | ثقب القصبة الهوائية                                                  | شق الجيب · بضع الغشاء الحلقي والدرقي · بضع الغشاء الحلقي والدرقي · بضع الصدر · بضع الغضروف الدرقي · ثقب القصبة الهوائية | · زراعة الرئة                                                                                 |
| جهاز الدوران          | رأب الوعاء ·             | |                                                                      | فتح القلب · | زراعة القلب                                                                                   |
| جهاز لمفي             |                          | استئصال اللوزتين · استئصال الغدانيات · استئصال الطحال ·                                                              |                                                                      | | زرع الغدة الصعترية · زرع الطحال ·                                                             |
| GI/جوف الفم           |                          | · استئصال معدي · استئصال الزائدة الدودية · استئصال المستقيم والقولون · استئصال القولون · استئصال المرارة ·           | فغر المعدة · فغر اللفائفي · فغر الصائم · فغر القولون · فغر المرارة · | بضع اللهاة · قطع العضلة بضع المصرة ·                                                                                    | · تثبيت المعدة · استئصال القولون · عملية نيسن لطي المعدة · إصلاح الفتق · خزعة الكبد           |
| جهاز بولي             |                          | استئصال الكلية · | · قسطرة فوق العانة (قسطرة فوق العانة) ·                              | | تثبيت الكلية · زراعة الكلى · خزعة كلوية                                                       |
| جهاز تناسلي           |                          | قطع القناة المنوية · بتر القضيب · استئصال الخصية · ختان · إخصاء                                                      |                                                                      | | ختان · تثبيت الخصية ·                                                                         |
| جهاز تناسلي           | جراحة المهبل التجميلية   | قطع عنق الرحم · استئصال البظر · استئصال المبيض · استئصال قناة فالوب · استئصال الرحم · استئصال المهبل · استئصال الفرج |                                                                      | تمزق الأغشية الاصطناعي · بضع المهبل ·                                                                                   | ربط أنبوب فالوب · ولادة قيصرية · ترقيع غشاء البكارة ·                                         |
| عظم غضروفمفصل (أحياء) |                          | استئصال الفقرة · (استئصال الصفيحة الفقرية) استئصال القرص                                                             |                                                                      | قطع العظم - استئصال الصفيحة الفقرية · بضع الثقبة                                                                        | : إيثاق المفصل · تنظير المفصل · جراحة تومي جون                                                |
| عضلة أو نسيج لين      |                          | |                                                                      | قطع العضلة · بضع الوتر · بضع اللفافة                                                                                    | · بتر · نقل الوتر                                                                             |
| ثدي                   |                          | استئصال الكتلة · استئصال الثدي                                                                                       |                                                                      | | زرع الثدي · إعادة بناء الثدي ·                                                                |
| جلد                   |                          | |                                                                      | |                                                                                               |
| أخرى                  | شد البطن · إصلاح الفتق · | · استئصال اللجام · بواسير · استئصال النتوء الحلمي · استئصال العقدة · استئصال الفص · استئصال الورم الليفي الرحمي ·    |                                                                      | استكشاف بطني · بضع المصرة · بضع الصوار                                                                                  | جراحة البطن · جراحة الفتق الإربي · خزعة · كي (طب) · ترقيع · جراحة أثناء النوم · تنظير البطن · |

## وصلات خارجية
- "In medicine, what's the difference between an -ectomy, an -ostomy, and an -otomy?" at The Straight Dope
- Medical suffixes
- Multimedia Manual of Cardiothoracic Surgery
- Surgical Procedures